# 인천반도체고등학교
인천반도체고등학교(仁川半導體高等學校)는 대한민국 인천광역시 중구 율목동에 있는 공립 고등학교이다.

## 학교 연혁
- 1994년 11월 14일 : 인천정보산업고등학교 설치 조례 공포
- 1995년 03월 01일 : 개교(상업계 5학급, 공업계 8학급 계 13학급)
- 1995년 03월 01일 : 초대 구자영 교장 취임
- 1995년 03월 01일 : [유통경제2, 정보관리3, 정보통신3, 정보기술3, 전자계산기 2]
- 1996년 09월 23일 : [정보전산 3, 정보통신 4, 정보전자 4, 전자계산기 2]
- 1996년 09월 23일 : 학칙변경 인가 (업계 13학급)
- 1997년 06월 07일 : 정보통신부 정보통신분야 지원 우수시범학교 선정
- 1999년 01월 13일 : 98 인천광역시 학교평가 최우수학교 선정
- 1999년 01월 19일 : 학칙변경 (특수학급 인가, 신입생 13학급, 특수학급 1학급)
- 2001년 01월 06일 : 학칙변경 (특수학급증가, 신입생 13학급, 특수학급2학급)
- 2001년 01월 29일 : 학칙변경 인가(학과개편, 신입생 13학급, 특수학급2학급)
- 2001년 12월 10일 : 2001학년도 인천광역시 교육정보화 운영 우수학교 선정
- 2002년 01월 29일 : 학칙변경 인가(학과개편, 신입생 13학급, 특수학급2학급)
- 2002년 03월 04일 : 학칙변경 인가 (공업계 14학급) 및 신관 신축
- 2003년 02월 24일 : [정보전산 4, 정보통신 3, 정보전자 3, 컴퓨터응용과 4]
- 2003년 02월 24일 : 학칙변경 (학급수증가, 신입생 14학급, 특수학급2)
- 2004년 01월 05일 : 교육인적자원부 산학연계 시범학교 선정
- 2004년 01월 16일 : 교육인적자원부 산학연계 연구학교 지정
- 2005년 08월 08일 : 산학협력우수전문계고 지원사업 대상교 지정
- 2005년 08월 08일 : 교육인적자원부, 산자부, 노동부 산학협력 우수실업고 지정
- 2005년 08월 08일 : 학칙변경 (학과개편, 신입생 14학급, 특수학급2 )
- 2005년 09월 20일 : [디지털미디어전산4, 컴퓨터정보통신3, 디지털전자미디어3, 컴퓨터응용4]
- 2005년 09월 20일 : 학칙변경 (학과개편, 신입생 14학급, 특수학급2 )
- 2006년 08월 01일 : 정보통신분야 특성화고등학교 지정
- 2006년 08월 01일 : 특성화학과 개편(디지털미디어전산과, 컴퓨터정보통신과, 디지털전자미디어과, 로봇응용과)
- 2007년 11월 10일 : 중국 장춘외국어학교와 자매결연 체결
- 2008년 06월 13일 : 본관 대수선･증축 준공식
- 2009년 01월 12일 : 인천광역시교육청 ICT활용교육 시범학교 선정(2년간)
- 2009년 09월 15일 : 수도기계화보병사단(맹호부대)와 자매결연 체결
- 2011년 02월 10일 : 급식소 증축 준공식
- 2012년 03월 01일 : 인천광역시교육청지정 경제교육 정책추진(연구)학교 선정 운영 (2년간)
- 2013년 03월 01일 : 중소기업 산학연계맞춤형 인력양상사업 선정·운영
- 2014년 07월 01일 : 학칙변경(학과명 변경) 전산과, 통신과, 전자과, 로봇응용과
- 2014년 07월 25일 : 단성교(남학교) 전환 승인
- 2017년 01월 24일 : 산학일체형 도제학교 선정(전자기기 분야)
- 2017년 06월 26일 : 학칙변경 인가(학과개편 : 로봇응용과 3학급 → IT응용과 3학급)
- 2018년 07월 13일 : 국방부 군 특성화고 선정(통신운영 1개학급)
- 2019년 07월 03일 : 학칙변경 인가(학과개편 : 전산과 3학급->IT소프트웨어과 3학급)
- 2020년 11월 09일 : 인천정보과학고로 교명 변경 인가
- 2022년 03월 17일 : 창의관 실험실습실 현대화사업
- 2022년 12월 05일 : 반도체 특화 고등학교 선정
- 2024년 03월 01일 : 인천반도체고등학교로 교명 변경 인가
- 2025년 01월 14일 : 제28회 졸업식(졸업생 139명, 누적 12,044명)
- 2025년 03월 01일 : 제11대 조명곤 교장 취임

## 설치 학과
- IT소프트웨어과
- IT통신과
- IT융합통신과
- 반도체소프트웨어과
- IT전자과
- IT응용과
- 반도체장비과

## 참고 자료
- 인천반도체고등학교 - 한국교육학술정보원 학교알리미